# Гнип Соломія
Соломі́я Гни́п (* 1997) — українська стрільчиня і лучниця.

## З життєпису
Народилась 1997 року. 2014 року на юнацькій першості України учениця 10 класу Львівського училища фізичної культури Соломія Гнип здобула золоту нагороду. Того ж року стала срібною призеркою чемпіонату світу зі стрільби з лука в приміщенні — у французькому місті Нім.
Чемпіонка України-2022. Військовослужбовиця ЗСУ; старший солдат.
Бронзова призерка в особистій першості на етапі Гран-прі Європи-2023 зі стрільби з лука, Умаг (Хорватія)..
2024 — чемпіонка Європи серед дорослих (Вараждин).